# Ronde van Brazilië
De Ronde van Brazilië (officieel: Volta de Ciclismo Internacional do Estado de São Paulo) was een meerdaagse wielerwedstrijd in de Braziliaanse staat São Paulo. De wedstrijd werd opgericht in 2004 en maakte deel uit van de UCI America Tour, in de categorie 2.2. Vanaf 2015 wordt de koers niet meer georganiseerd.

## Lijst van winnaars

### Meervoudige winnaars
| Overwinningen | Renner          | Land     | Jaren              |
| ------------- | --------------- | -------- | ------------------ |
| 3             | Magno Nazaret   | Brazilië | 2007 + 2012 + 2014 |
| 2             | Gregolry Panizo | Brazilië | 2008 + 2010        |

### Overwinningen per land
| Overwinningen | Land                 |
| ------------- | -------------------- |
| 8             | Brazilië             |
| 1             | Argentinië, Portugal |